# Murat Yıldırım
 Murat Yıldırım (* 13. dubna 1979, Konya) je turecký divadelní a filmový herec, který získal slávu a popularitu, že se objevil v populární televizní mini-sériích Asi (Perla orientu) a Ask ve ceza (Láska a trest) .